# Катеринославський загін Добровольчої армії
Катеринославський загін Добровольчої армії (Кат.з. Добрармії) — військове формування в Добровольчій армії під час Громадянської війни в Росії в Катеринославській губернії.

## Історія
1918 рік
16 (29) жовтня утворено Катеринославський центр Добровольчої армії для роботи з формування частин армії в губернському місті Катеринославі та Катеринославській губернії. До середини листопада Катеринославським центром було створено добровольчу офіцерську дружину. У губернському місті Катеринославі стояв 8 корпус збройних сил Української держави, командир корпусу генерал І. Васильченко, та добровольча офіцерська дружина Добровольчої армії.
14 (27) листопада гетьман П. Скоропадський проголосив Акт федерації, яким він зобов'язувався об'єднати Україну з майбутньою небільшовицькою російською державою.
16 (29) листопада розпочався очолюваний Директорією УНР заколот проти гетьмана Скоропадського селянських загонів та військ Української держави під командуванням С. Петлюри. Під час внутрішньополітичної боротьби в Україні 8-й корпус, більшість офіцерів якого мали проросійські погляди, прийняв орієнтацію російських добровольців за «Єдину і неподільну Росію».
23 листопада (6 грудня) 8-й корпус чинив опір військам Петлюри, відбивши їх наступ на місто. На мітингу було вирішено йти на поєднання з російською Добровольчою армією. Видатну роль у прийнятті такого рішення відіграв командир 7-го кінного Новоросійського полку полковник Гусєв.
Вночі 27 листопада (10 грудня) загін із частин 8-го корпусу, які зберігали свої корпусні найменування, під командуванням генерала Г. Васильченка (Помічник начальника штабу з оперативної роботи полковник Г. Коновалов, Начальник штабу генерал-майор П. Кислий, працівники штабу офіцери Боженко та Вольтищев) виступив на південь. У його складі перебували:
- 43-й та 44-й піхотні полки, добровольча офіцерська дружина 250 осіб (загалом до 500—650 осіб піхоти на чолі з генерал-лейтенантом М. Баташевим та генерал-майором А. Діденком[2] і полковником Долженком).
- 7-й кінний Новоросійський полк (150—170 шабель; полк. Гусєв).
- артилерія (4 гармати; генерал-майор В. Жуков і Бенескул, полковники Лебедєв, Рагоза та Немира).
- бронедивізіон (4 або 5 бронемашин та 4 вантажівки; 60 осіб).
- радіостанція (полковник Краснописців).
- інженерний взвод.
- лазарет (2-3 лікарі, 3-4 сестри милосердя).
- більшість чинів Катеринославського центру взяли участь у Катеринославському поході.

Загальна чисельність загону становила близько 1050 осіб, більшість із яких — офіцери.
Автомобілі та бронеавтомобілі в першу ж ніч з 27 на 28 листопада (ст. ст.) походники були змушені підірвати через неможливість їх пересування по непролазному бруду, і командир загону весь загін посадив на підводи. Через неможливість переправи через Дніпро під тиском військ С. Петлюри було обрано направлення на Крим через Перекоп у Таврію.
По дорозі Катеринославський загін постійно вів бої:
- 29 листопада (12 грудня) — біля села Малишівки.
- 10 (23) грудня — між волосним центром Мар'їнською та волосним центром містечком Ново-Воронцівкою Херсонського повіту, в якому вибуло понад 5 % бойового складу.
- 11 (24) грудня — у Дутчино.
- 13 (26) грудня — під містом Бериславлем.

22 грудня (4 січня) Катеринославський загін досяг Перекопу, у Криму завершився Катеринославський похід.
Похід тривав 34 дні, за які було пройдено близько 500 верст з Катеринослава до Криму на поєднання з російською Добровольчою армією. Загін пройшов тилами військ УНР, радянських військ, партизанських загонів отамана Н. Махно та інших місцевих загонів, вів безперервні бої з навколишнім противником, зазнавав втрат.
У Криму особовий склад влився до Кримсько-Азовського корпусу, а потім до Кримсько-Азовської армії. Піхотні частини Катеринославського загону були розгорнуті згодом до 34-ї піхотної дивізії, артилерія — до 34-ї артилерійської бригади, а Новоросійський кінний полк перетворений на 3-й драгунський Новоросійський полк. Бронедивізіон частково послужив ядром 5-го бронепоїздного дивізіону, частково утворив кулеметно-мотоциклетний загін, який, перекинутий у Кубанську область, влився до 1-го автоброневого дивізіону.
На базі штабу загону було сформовано штаб Кримсько-Азовської армії, командувач військами армії генерал-майор О. Боровський, а частини загону увійшли до складу Кримської дивізії, пізніше 4-ї дивізії під командуванням генерал-майора О. Корвін-Круковського.
6 червня 1920 року для учасників походу було засновано особливу відзнаку: срібний хрест, за розміром і формою подібний до Георгіївського, чорної емалі з білою емалевою облямівкою по краях сторін хреста. Хрест накладено на срібний терновий вінець. У середині хреста щит із гербом Катеринослава — на блакитному полі золотий вензель Катерини II, оточений дев'ятьма золотими зірками. Понад щит золота імператорська корона. На зворотному боці хреста — номер. Хрест носився на національній біло-синьо-червоній стрічці, на лівому боці грудей.

## Командування
- Командир загону — командир 8-го корпусу Української держави генерал Г. Васильченко[3]
- Начальник штабу загону — полковник Г. Коновалов
- Офіцери штабу:

- генерал-майор П. Кислий
- полковник І. Боженко
- офіцер Вольтищев

- начальник артилерії загону — генерал-майор В. Жуков, начальник артилерії 8-го корпусу, генеральний хорунжий.